# Neoscona sinhagadensis
Neoscona sinhagadensis là một loài nhện trong họ Araneidae.
Loài này thuộc chi Neoscona. Neoscona sinhagadensis được Benoy Krishna Tikader miêu tả năm 1975.